# Ziemny Gród (Moskwa)

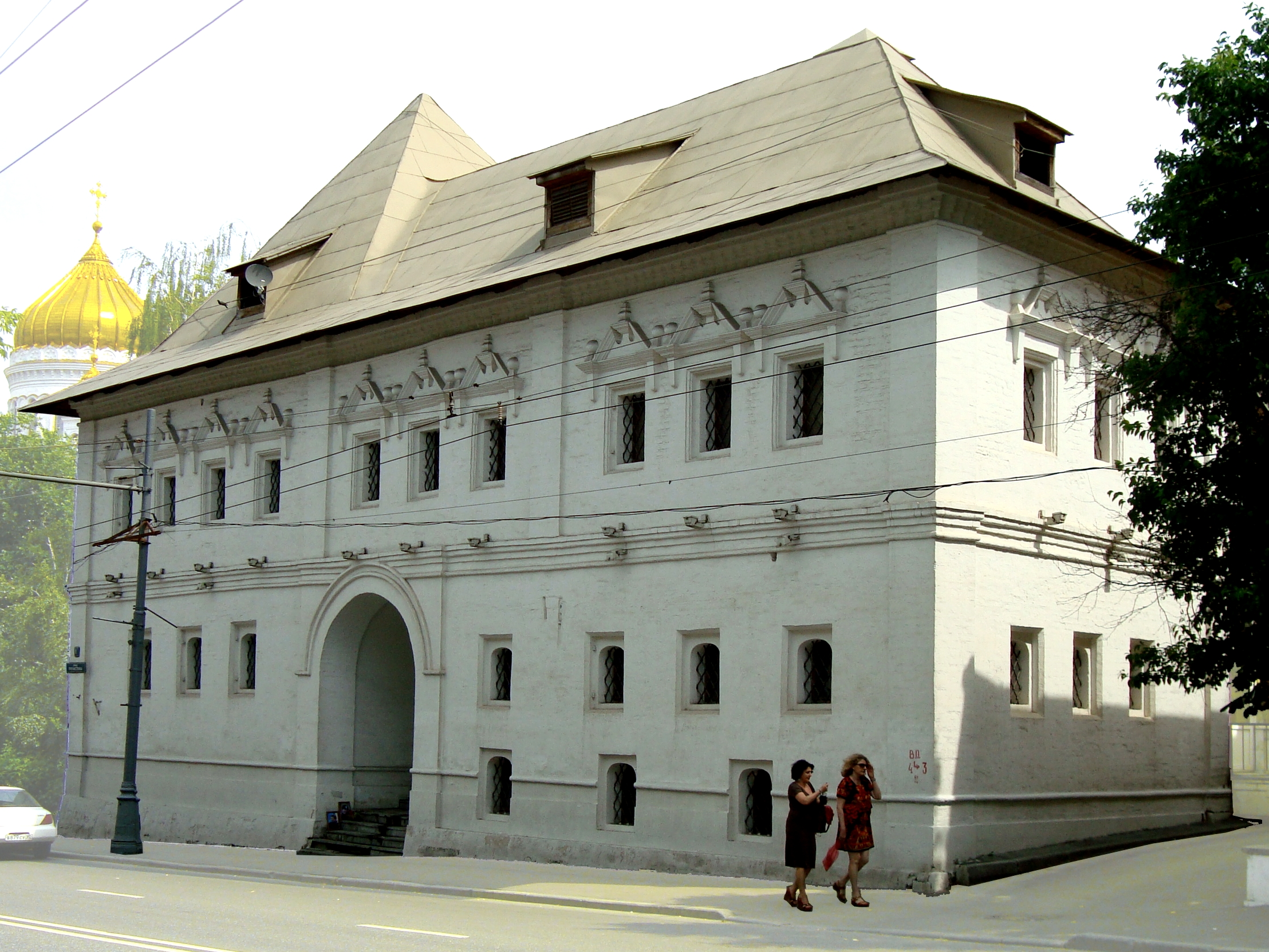
Dwory z XVII w., ul. Preczystenka

Ziemny Gród (ros. Земляной город) – historyczny obszar w Moskwie położony między Ziemnym Wałem i ścianami otaczającymi Biały Gród. Obecnie przez tereny Ziemnego Grodu przebiegają trasy Obwodnicy Sadowej (ros. Садовое кольцо) i Pierścienia Bulwarowego (ros. Бульварное кольцо).
Do końca XVI wieku obszar Ziemnego Grodu pozostawał poza granicami Moskwy. Zajmowały go liczne wsie, dobra klasztorne, później siedziby rzemieślników. Prawdopodobnie cały ten obszar lub jego zachodnia część nosiły nazwę „Arbat” od arabskiego „rabat” (przedmieście).
Ziemny Gród został włączony w obręb Moskwy w roku 1593 podczas wojny ze Szwecją (1590–1595) za panowania cara Fiodora I, podczas najazdu chana krymskiego Gazi Gireja II. W latach 1592–1593 usypano wał ziemny z drewnianymi ścianami i 34 basztami, a przed nim wykopano fosę.
Nowo przyłączony obszar Moskwy otrzymał nazwę Drewnianego Grodu, w skrócie „Skorodomu” co wskazywało na pospieszną zabudowę.
W okresie wielkiej smuty (1598–1613) polskie wojska spaliły fortyfikacje i zabudowania Skorodomu.
Wał odbudowano w latach (1638–1641) za panowania Aleksego I Romanowa. Wał wzmocniono ostrokołem i 57 basztami oraz 11 bramami.
W końcu XVIII wieku ściany rozebrano, a fosę zasypano i na jej miejscu posadzono brzozy. W roku 1783 na polecenie naczelnego komendanta Moskwy, hrabiego Zachara Czernyszowa, fortyfikacje ostatecznie rozebrano, urządzając na ich miejscu promenadę.
Obecnie wzdłuż ścian Białego Grodu przebiega Pierścień Bulwarowy.
Podczas pożaru Moskwy (1812) spłonęły zabudowania Ziemnego Grodu. Właścicielom gruntów polecono zasadzić drzewa. Tak powstała ulica Sadowa.
W roku 1838 zabroniono wznosić budynki z drewna. Na obszarze Ziemnego Grodu powstały budynki o 4-6 kondygnacjach.

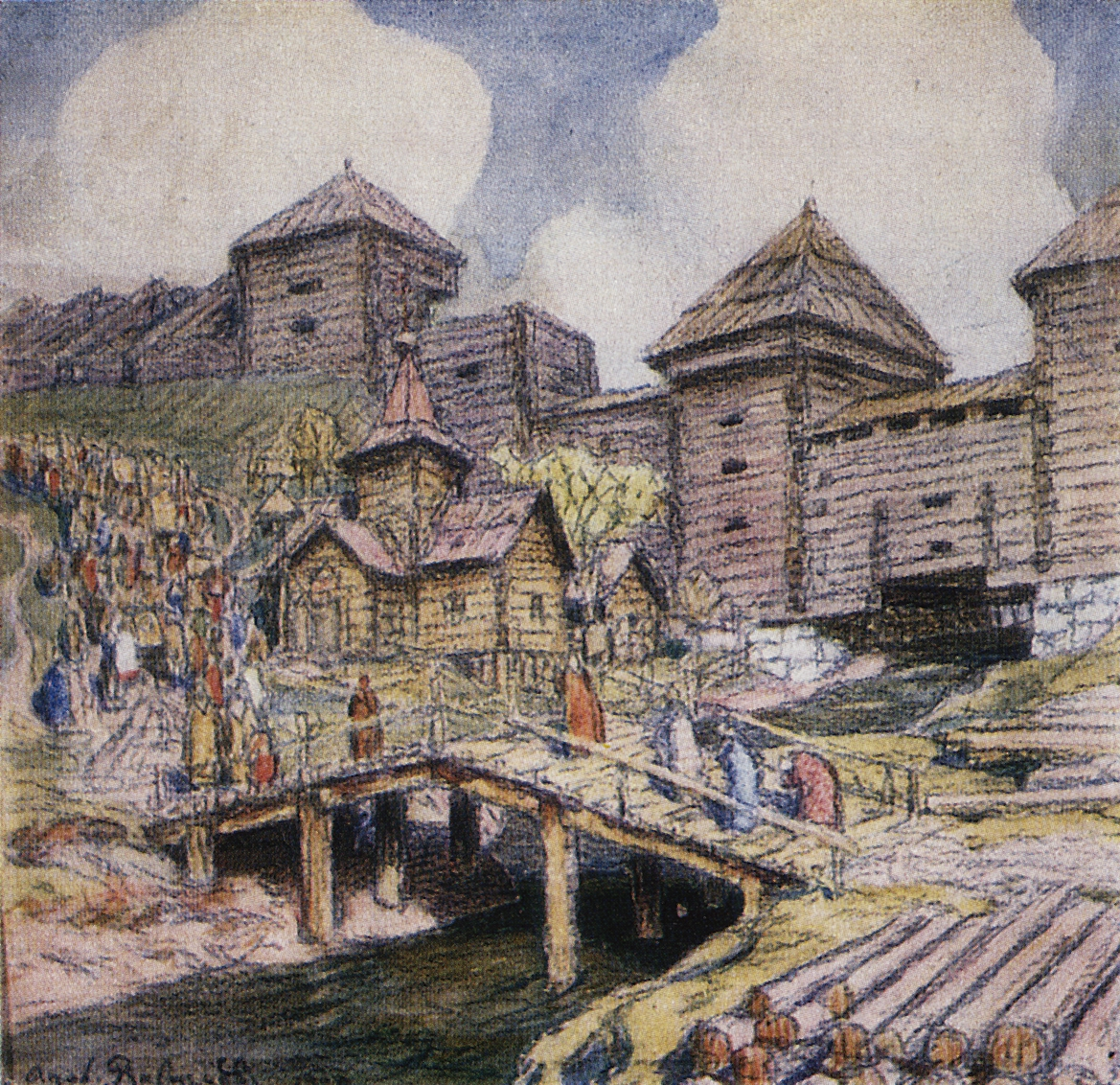
Apollinarij Wasniecow: Ściany Drewnianego Grodu nad rzeką Jauzą
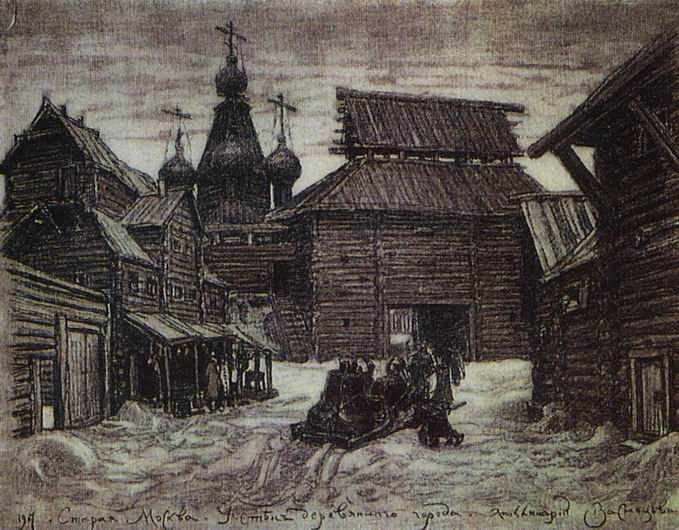
Apollinarij Wasniecow: Przy ścianach Drewnianego Grodu
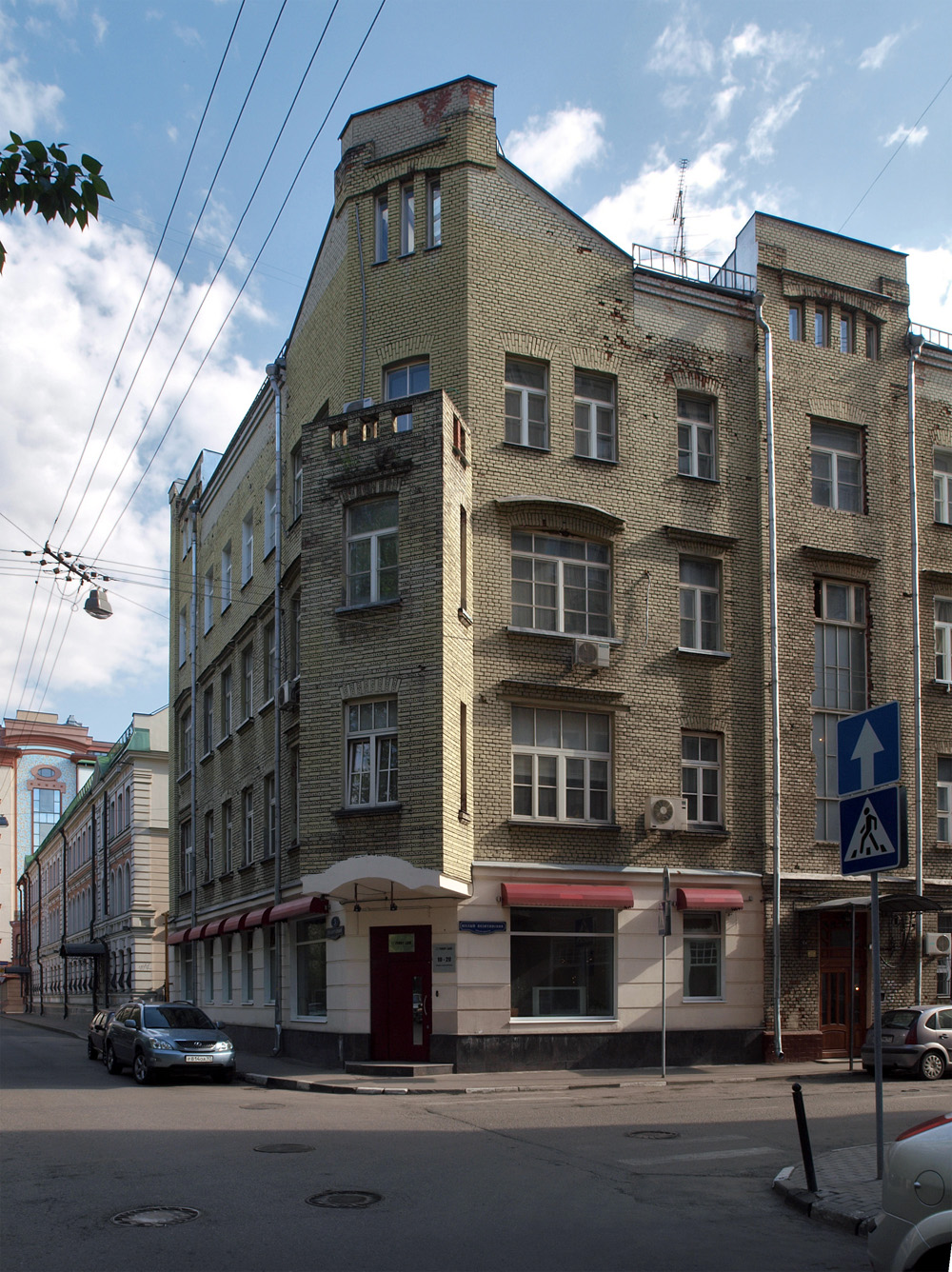
Skrzyżowanie zaułków: Małego Kozichińskiego i Triochprudnego
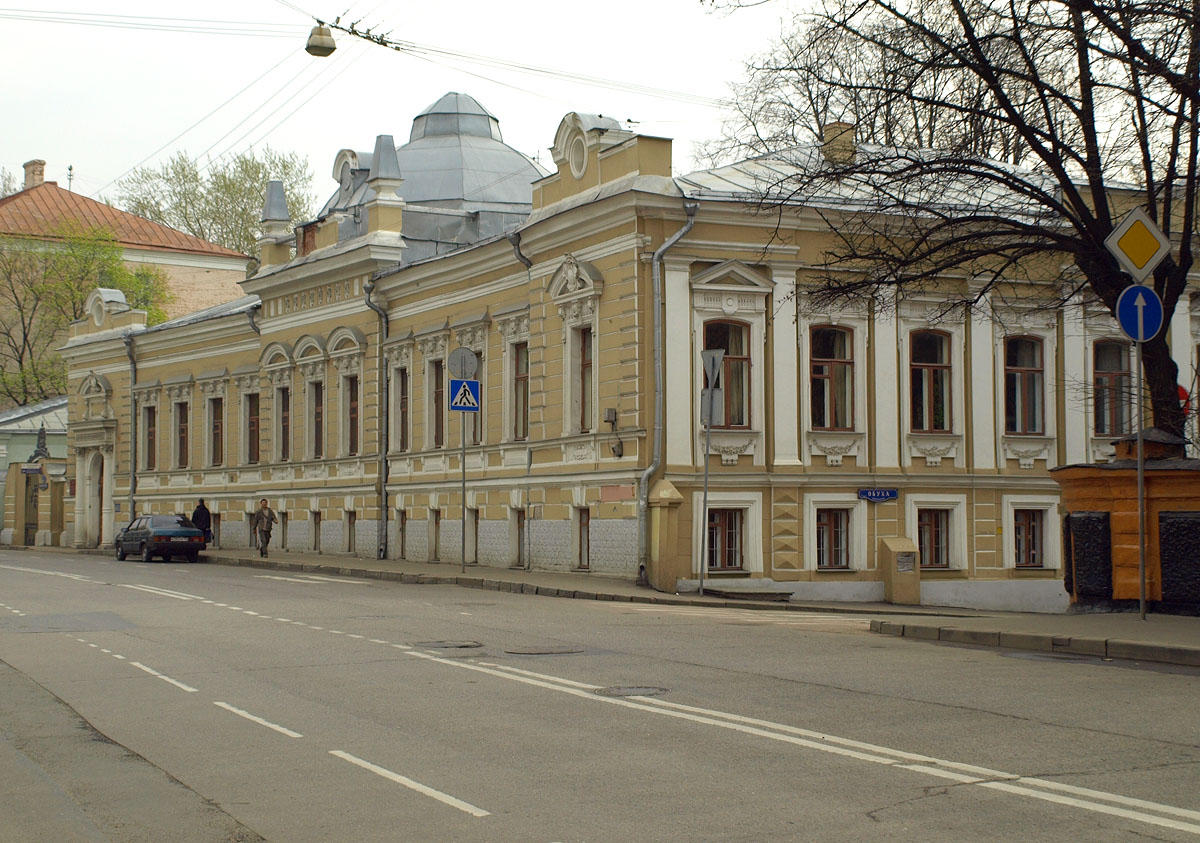
Ulica Woroncowo Pole
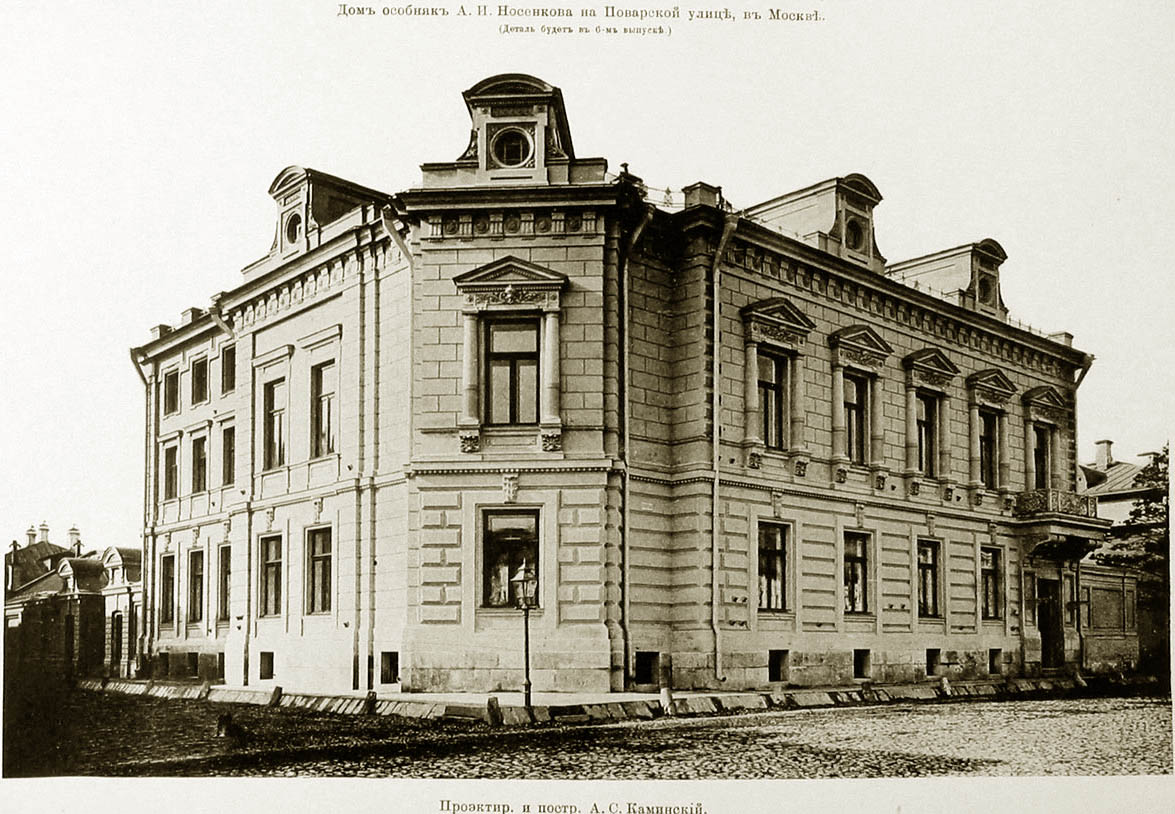
Ulica Powarska (1890)
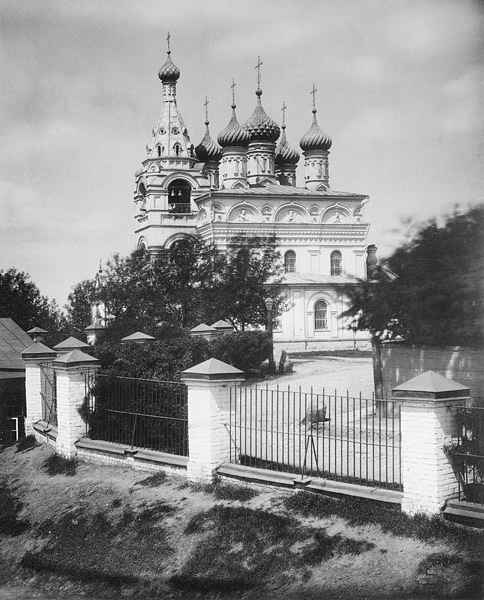
Monastyr Nowiński
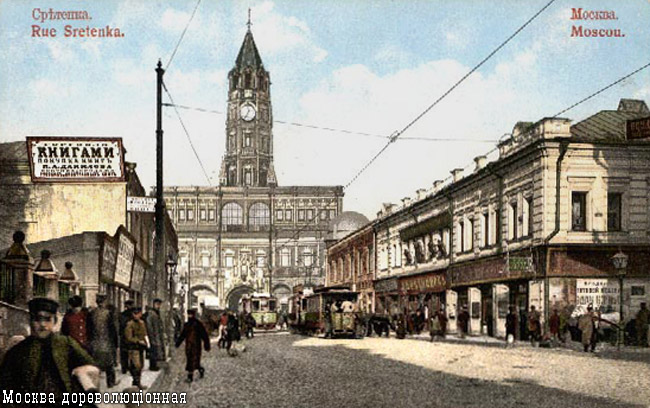
Baszta Sucharewa
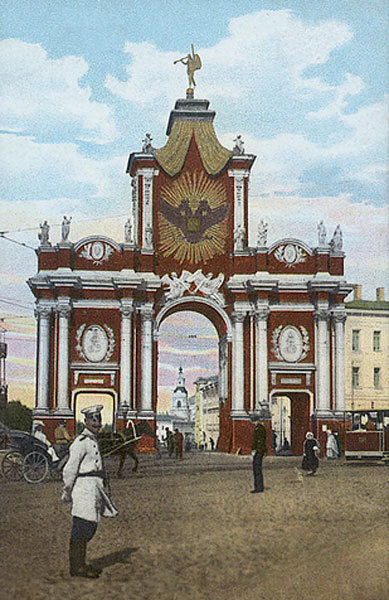
Czerwona Brama